# Catino di Pilato
Il Catino di Pilato è un'opera longobarda conservata nel complesso delle Sette chiese a Bologna e situata al centro dell'omonimo cortile.

## Storia
Essa è adornata con delle incisioni che riportano il nome del re longobardo Liutprando, dopo la sua conquista della città nel 727.
Secondo la versione più accreditata, le scritte incise sono:
+ UMILIB(US) VOTA SUSCIPE D(OMI)NE D(OM)N(ORUM) N(OST)R(ORUM) LIUTPRAN(TE) ILPRAN(TE) REGIB(US) ET D(OM)N(O) BARBATU EPISC(OPO) S(AN)C(TE) HECCL(ESIE) B(O)N(ONIEN)S(I)S. HIC I(N) H(ONOREM) R(ELIGIOSI) SUA PRAECEPTA OBTULERUNT, UNDE HUNC VAS IMPLEATUR IN CENAM D(OMI)NI SALVAT(ORI)S, ET SI QUA MUN(ER)A C(UISQUAM) MINUERIT, D(EU)S REQ(UIRET).